# Трахінянки
«Трахіянки» (давньогрецький: Τραχίνιαι, Trachiniai; також перекладається як Trachiniae) — афінська трагедія давньогрецького драматурга Софокла.
«Трахіянки», як правило, вважається менш поширеним, ніж інші твори Софокла, і його датування є причиною розбіжностей серед критиків і вчених. Точної дати написання немає.

## Короткий зміст
На околиці Греції в гірській місцевості було містечко Трахін, в перекладі з грецької «скелястий». Тут на горі Еге колись жив Геракл, який прийняв смерть на багатті через свою дружину Деяніру. Дівчата трахінянки і дружина Геракла — дійові особи цієї трагедії. Геракл не був царем, як інші грецькі герої. За наказом царя з Південної Греції він здійснював подвиги. Один з подвигів був спуск в Аїд за триголовим псом. В Аїді був богатир Мелеагр, який попросив Геракла взяти в дружини його сестру Деяніру. Дівчина жила на краю землі. За її руку Гераклові довелося боротися з богом ріки Ахілом, який претендував в чоловіки.
На зворотному шляху через іншу річку перевізником закоханих був кентавр Несс. Він хотів вкрасти Деяніру, тому що дівчина сподобалася йому. Геракл убив кентавра стрілою, отруєною кров'ю Гідри. Несс зрозумів, що вмирає, попросив Деяніру взяти його кров і заховати, а коли Геракл закохається в іншу, вимазати цією кров'ю його одяг і він знову повернеться до неї. Деяніра взяла кров, не здогадуючись, що вона отруєна отрутою Гідри. Через деякий час Геракл полюбив дочку знайомого царя Ехалії Іолу і захотів взяти до себе в наложниці. Цар не хотів віддавати дочку в рабині тому, хто сам був рабом дванадцять років. У гніві Геракл зіштовхнув зі стіни царського сина, за що був покараний богами — засланий у рабство до розпусної цариці Омфалі. Деяніра з сином Хіллом у невіданні чекала чоловіка.
Через рік вона відправила сина Хілла на пошуки чоловіка. Ходили чутки, що Геракл був у рабстві і зараз хоче помститися царю Ехалії. Прийшли вісники від Геракла. Вони привели полонянок у дар Деянірі. Їй було шкода дівчат і вона намагалася поговорити з однією красунею, але та мовчала. Від одного з вісників дружина Геракла дізнається, що не з помсти, а через любов до царської дочки Іоли її чоловік пішов на Ехалію. Мовчазна дівчина і є Іола. Деяніра згадала про кров кентавра, натерла нею плащ і відправила в подарунок чоловікові. Дівчата трахінянки виказали сумнів, чи це не отрута, але вона була впевнена, що цим поверне його любов.
Геракл, повинен повернутися додому, але його дружина турбується: жмут шерсті, яким натирала плащ, вона кинула на землю, і він на сонці скипів і розплавився. Повернувся син Хілл, і звинуватив матір у смерті батька. Під час жертвоприношення вона попрощалася з усіма і вбила себе мечем. Хілл не встиг врятувати матір. Принесли Геракла, він корчився від болю і просив сина помститися. Але Хілл пояснив, що мати не винна, її обдурив кентавр. Тоді Геракл зрозумів, збулося пророцтво — що він загине від мертвого — кентавра, і його чекає відпочинок — смерть. Останньою його волею були: спалити його на похоронному багатті, на горі Еге, і щоб його син одружився з Іолою. Хілл не в силах чинити опір волі батька. Він одружився з тією, що стала причиною бід. Спалений живцем, Геракл вознесеться до небес і став богом.

## Дата публікації
Дата першої публікації «Трахіянок» невідома, і вчені припускають широкий діапазон дат для його первісної продуктивності. Вчені, такі як T.F. Hoey вважають, що п'єса була написана відносно рано в кар'єрі Софокла, близько 450 м до н. е.. Часто наводиться, як доказ ранньої дати, той факт, що драматична форма «Трахіянок» не так розвинена, як і у інших уцілілих творів Софокла, просуваючи переконання, що гра походить від більш молодого і менш досвідченого Софокла. Крім того, сюжет п'єси схожий на історію, пов'язану з Вакліхідом (Bacchylides в Bacchylides XVI), але в деяких відносинах істотно відрізняється від раніше відомих версій історії Вакліхіду. Виходячи з цього, T.F. Hoey і інші стверджували, що інтерпретація Софокла, ймовірніше, вплинули на Вакліхід, ніж навпаки. В раніше відомих версіях цієї історії, Деяніра має кілька чоловічих якостей, аналогічні Клітемнестри — хто, в Орестея, навмисно вбиває чоловіка Агамемнон. У «Трахіянках», однак, характер Деяніри є більш м'яким і жіночним, і вона тільки через необережність несе відповідальність за смерть її чоловіка.
Інші вчені, такі як Седрік Уїтмен, стверджують на дату виробництва протягом 430х, близько, але, ймовірно, до Едіпа короля. В свідоцтві на побачення біля Цар Едіп включає тематичну схожість між цими двома іграми. Уітмен вважає, що дві п'єси являють собою «ще один великий крок в метафізиці зла, до якого Софокл присвятив все своє життя». Томас Б. Л. Вебстер також оцінює дату в 430х, близько до 431, з цілого ряду причин. Однією з причин Вебстер є те, що існує цілий ряд подібностей між «Трахіянками» і п'єсами Евріпіда, які були написані між 438 і 417, і таким чином можуть допомогти звузити діапазон дат, хоча невідомо, який поет запозичив щось у іншого. Більш сильну причину Вебстер повідомив тим, що він вважає, що структура «Трахіянок» подібна втраченої п'єси Софокла «Терей», якій Вебтер датує цей період часу, в основному базується на непрямих доказах від Фукідіда. Нарешті, Вебстер вважає, що мова і структура «Трахіянок» узгоджуються з такою датою.
Інші вчені, в тому числі Майкл Вікерс, стверджують на сьогоднішній день близько 424 або 425 рр, пізніше загальноприйнятим діапазоном дат для першого виконання «Царя Едіпа». Аргументи на користь такої дати включають той факт, що події гри, можна відобразити подіями, які сталися під час Пелопоннеської війни в цей час. Спартанці вважали, що вони походять від Геракла, а в 427 або 426, Спарта заснували колонію в Трахіні що називалась геракловою (Heraclea).